# Сервокомпенсатор

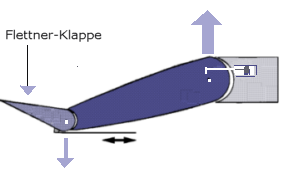
Принцип работы сервокомпенсации

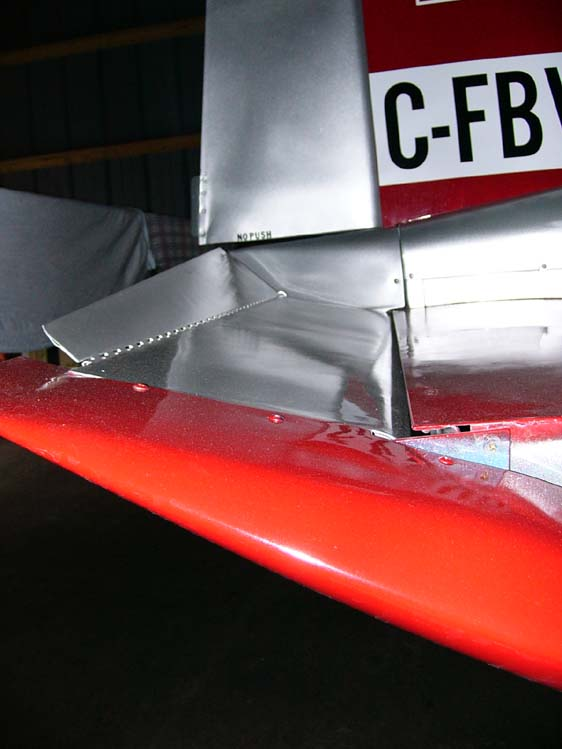
Сервокомпенсатор на руле высоты лёгкого многоцелевого самолёта AA-1 Yankee

Сервокомпенсатор (от лат. servus — раб, слуга и compensatio  — возмещение, уравновешивание) — рулевая поверхность, составляющая часть поверхности основного органа управления, отклонение которой в сторону, противоположную отклонению основного органа управления, позволяет уменьшить шарнирный момент. Вспомогательная поверхность относительно небольшой площади, размещается обычно на задней кромке основного воздушного руля.
Сервокомпенсация — уменьшение шарнирного момента, действующего на орган управления, за счёт аэродинамических сил, создаваемых вспомогательной поверхностью — сервокомпенсатором.

## Описание
В полёте при отклонении рулевых поверхностей возникают шарнирные моменты, которые уравновешиваются усилиями лётчика на рычагах управления или сервоприводами руля. Эти усилия зависят от размеров и угла отклонения руля, а также от скоростного напора. На современных самолётах усилия управления получаются слишком большими, поэтому приходится в конструкции рулей предусматривать специальные средства для уменьшения шарнирных моментов и уравновешивающих их усилий управления. Данный способ реализуется за счёт аэродинамических сил, создаваемых сравнительно небольшой вспомогательной поверхностью — сервокомпенсатором, расположенным вдоль задней кромки воздушного руля. Суть этой аэродинамической компенсации рулей заключается в том, что часть аэродинамических сил руля создают момент относительно оси вращения, противоположный основному шарнирному моменту. Отклонение этой поверхности на некоторый угол α, противоположный углу отклонения β органа управления, позволяет создать за осью вращения руля приращение аэродинамической силы, уменьшающей его шарнирный момент.
Сервокомпенсация может применяться совместно с другими видами аэродинамической компенсации — роговой, осевой, внутренней.

## Устройство
В зависимости от способа отклонения сервокомпенсатора относительно основного воздушного руля различают кинематический и пружинный сервокомпенсаторы, триммер и серворуль.

#### Кинематический сервокомпенсатор
Кинематический сервокомпенсатор имеет такую кинематическую связь с несущей поверхностью (крылом, стабилизатором, килем), что при отклонении органа управления на некоторый угол α сервокомпенсатор отклоняется на пропорциональный ему угол β, значение которого определяется передаточным отношением β/α, имеющим отрицательный знак. Выбор значения передаточного отношения зависит от конструктивных параметров несущей поверхности, руля, сервокомпенсатора, скорости.

#### Пружинный сервокомпенсатор
В пружинном сервокомпенсаторе связь основного руля и вспомогательной рулевой поверхности не жёсткая и определяется первоначальной затяжкой пружины. То есть он имеет жёсткую кинематическую связь с рычагом управления, а связь основного органа управления с этим рычагом осуществляется через упругий элемент (пружину). При малых углах отклонения руля пружину можно рассматривать как жёсткую связь (потому что аэродинамические силы не превышают усилия затяжки), и сервокомпенсатор не отклоняется относительно руля. Начиная с некоторого угла отклонения руля, силы будут превышать усилие затяжки, и сервокомпенсатор начнёт отклоняться в сторону, противоположную отклонению руля. На сервокомпенсаторе будет возникать момент, уменьшающий шарнирный момент руля. При дальнейшем отклонении органа управления упругий элемент будет деформирован полностью, и сервокомпенсатор отклонится относительно руля на максимальный угол.
Пружинный сервокомпенсатор считается более совершенным. За счёт включения в кинематику управления пружины с предварительной затяжкой углы отклонения пропорциональны усилиям управления руля, что наилучшим образом отвечает назначению сервокомпенсатора — уменьшать эти усилия.

#### Серворуль
В данном случае возможно создание систем управления без непосредственной связи лётчика с органами управления. Серворули используют на дозвуковых самолётах. Серворуль представляет собой аэродинамическую поверхность, аналогичную триммеру, однако серворуль устанавливается на свободноподвешенной рулевой поверхности. В этом случае отсутствуют тяги управления, отклоняющие рулевую поверхность. Основной руль, свободно навешенный на ось, отклоняется под действием аэродинамических сил, возникающих при отклонении серворуля. Таким образом, дозируя отклонения серворуля, лётчик может создавать балансирующие и управляющие силы на рулях. Однако в этом случае нет обратной связи по усилиям на рулевых поверхностях и усилиям на рычагах управления, поэтому лётчик «не чувствует самолёт».

#### Триммер
Триммер, как и серворуль, имеет самостоятельную систему управления. В отличие от сервокомпенсатора и серворуля, предназначающихся для уменьшения усилий в момент поворота основного руля, триммер применяется на установившихся режимах полёта для удержания рулей в отклонённом состоянии длительное время. Триммер имеет дополнительное ручное или электромеханическое управление. Лётчик, отклоняя триммер в сторону противоположную отклонению руля, добивается уравновешивания руля на заданном угле отклонения при нулевых усилиях на командном рычаге.

## Антикомпенсатор
Функции этого устройства противоположны сервокомпенсации. Антисервокомпенсатор не уменьшает шарнирный момент, а наоборот увеличивает его. Компенсатор отклоняется в сторону обратную для обычного сервокомпенсатора. Применяется обычно на легкомоторных самолётах, которые не оборудованы отдельным рулём высоты. Его функции выполняет цельноповоротный стабилизатор. Такая конструкция делает самолёт чувствительным в управлении, поэтому антисервокомпенсатор «затяжеляет» управление, улучшая обратную связь от стабилизатора к лётчику для того, чтобы он не применил чрезмерные перемещения ручки управления.